# Santa Junta
La Santa Junta, oficialmente Cortes y Junta General del Reino, fue el máximo órgano dirigente de los comuneros de Castilla durante la revuelta contra Carlos I, el cual sesionó a modo de Cortes extraordinarias desde el 1 de agosto de 1520 hasta el 23 de abril de 1521, cuando la batalla de Villalar la obligó a disolverse.
La Junta comenzó sus reuniones el 1 de agosto de 1520 en la ciudad de Ávila. En el mes de septiembre decidió trasladarse a la localidad de Tordesillas, residencia de la reina Juana, donde amplió a catorce el número de ciudades que la componían y se consolidó, desconociendo a los virreyes nombrados por el monarca, como única autoridad legal en Castilla.
Tras la derrota en Tordesillas a comienzos de diciembre, la Junta se debió pasar a Valladolid, su nueva sede. A partir de entonces, la brecha entre procuradores moderados y radicales creció y debilitó internamente a la asamblea. La derrota de Villalar, el 23 de abril de 1521, terminó con el movimiento comunero al norte de la sierra de Guadarrama y llevó, lógicamente, a la disolución de su máximo órgano de gobierno. Años después, muchos de sus antiguos integrantes serían juzgados por traición y ejecutados.

## Contexto

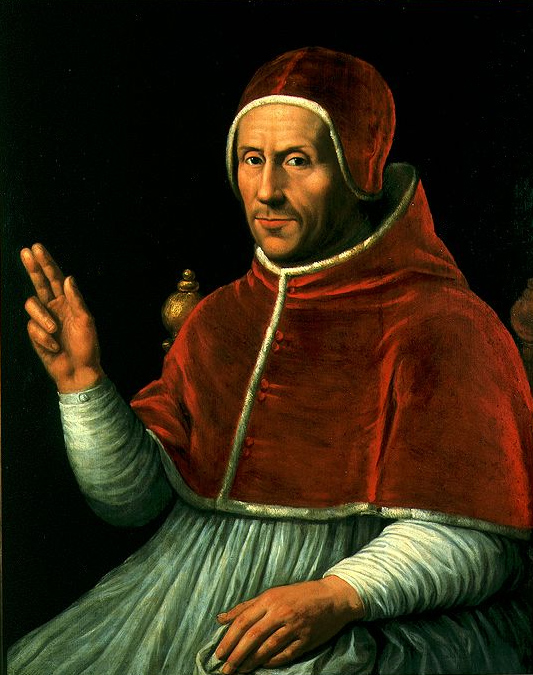
Retrato del cardenal Adriano de Utrech, cuya designación como regente de Castilla provocó la indignación de las ciudades.

El 31 de marzo de 1520, tras la correspondiente convocatoria en febrero del mismo año, el rey Carlos I reunió las Cortes en Santiago de Compostela con el objetivo de que los procuradores sufragasen su viaje al Sacro Imperio Romano Germánico, donde se coronaría emperador, con un cuantioso servicio extraordinario. A pesar de las reticencias iniciales que existieron entre gran parte de los representantes de las ciudades, el monarca trasladó las Cortes a La Coruña y, una vez reanudadas, consiguió arrancar el voto favorable de la mayoría y embarcarse rumbo al Imperio. 
La votación del servicio condujo a que durante los meses de mayo y junio de 1520 se sucediesen violentas protestas y altercados en las principales ciudades de Castilla: Segovia, Zamora, Burgos y Guadalajara. La respuesta del regente-cardenal Adriano de Utrecht, muy criticado por su condición de extranjero, consistió en confrontar militarmente con los rebeldes. De esa manera, a mediados de junio de 1520, el pesquisidor Rodrigo Ronquillo instaló su cuartel general en Santa María la Real de Nieva y se dispuso a sitiar la urbe segoviana, principal foco de los disturbios populares. A los pedidos de auxilio de la ciudad, liderada por el comunero Juan Bravo, acudieron las milicias de Toledo, Madrid y Salamanca, las cuales consiguieron que Ronquillo se replegase hasta Arévalo. Mientras tenían lugar estos sucesos, las ciudades levantadas en Comunidad comenzaban a ensayar la formación de un nuevo órgano político que pudiese tomar el rumbo de la crisis y obligar al poder real a llevar a cabo las reformas solicitadas. 

## La Junta en Ávila

### Preliminares
El 8 de junio de 1520, poco antes de la expedición contra Segovia, Toledo dirigió una circular a todas las ciudades que tenían voto en Cortes. En ella les proponía la necesidad urgente de reunirse para poner orden en el reino y, principalmente, adoptar cinco objetivos concretos:
- Anular el servicio votado en La Coruña.
- Volver al sistema de encabezamientos para recaudar las alcabalas.
- Reservar los cargos públicos y eclesiásticos a los castellanos.
- Prohibir la salida de moneda fuera del reino.
- Designar a un castellano para que dirigiese el reino en ausencia del rey.

Las advertencias del cardenal Adriano para que las ciudades hiciesen oídos sordos a este llamamiento dieron el efecto deseado, pues en los primeros días de julio solo Salamanca, Segovia y Toro se mostraban conformes con enviar sus procuradores a la junta propuesta por Toledo. Semanas después, sin embargo, el regente pensó en la posibilidad de convocar la asamblea en Valladolid bajo su propia dirección, lo que le permitiría acallar las posiciones radicales que pudiesen surgir en los debates. El 6 de julio la ciudad de Burgos lo urgió a decidirse en ese sentido, pero el día 9, cansada de esperar una respuesta satisfactoria de su parte, le propuso a Toledo que la Junta se celebrase en Segovia a finales del mes.
El 17 de julio, Toledo escribió una carta convocando la asamblea para el día 1 de agosto, pero no en Segovia, sino en Ávila. Esta vez no contó con el apoyo de Burgos, que, a instancias del Condestable de Castilla, siguió aguardando la confirmación del cardenal para celebrar una junta en Valladolid.

### Primeras sesiones en Ávila

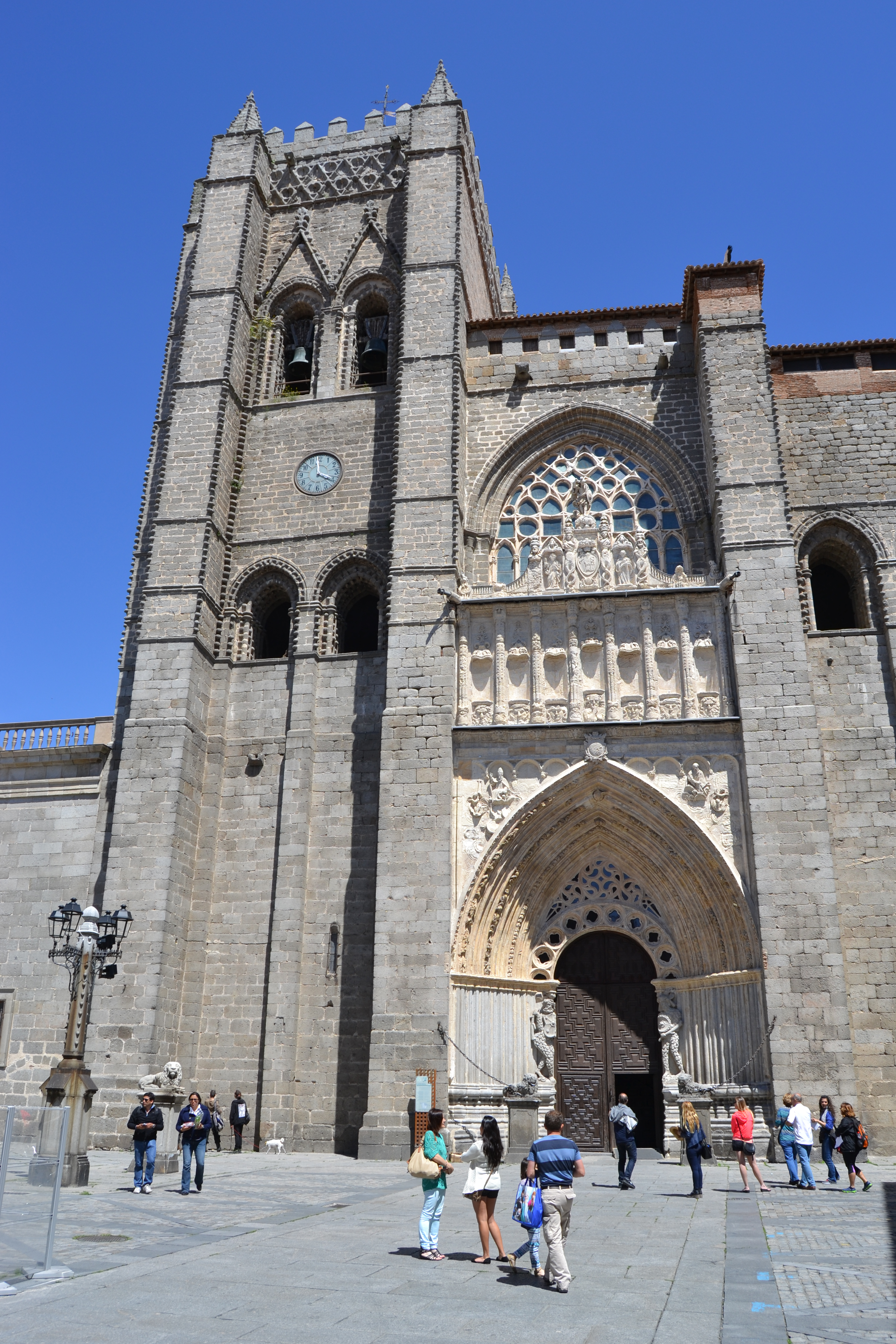
Vista de la Catedral de Ávila, primer sitio de reunión de la Santa Junta en Ávila.

El 1 de agosto de 1520, tal como estaba acordado, los procuradores de Toledo, Segovia, Salamanca, Toro y Zamora se reunieron en la catedral de la ciudad de Ávila, dentro de la capilla del Cardenal. En realidad, la adhesión de Zamora fue tan solo momentánea. Las gestiones de Burgos, por un lado, y la influencia que el conde de Alba de Liste ejercía en la ciudad, por el otro, consiguieron que revocase el mandato de sus procuradores el 10 de agosto. Ávila, por su parte, había designado el 2 de julio una delegación de tres canónigos para que asistiesen a los debates, pero pocas semanas después el cabildo dejó sin efecto la decisión.
No obstante, tanto el deán como el arcediano de Bonilla continuaron reuniéndose con el resto de los procuradores por su propia voluntad, actitud que les valió de reproches y sanciones por parte de las autoridades eclesiásticas.
En definitiva, no fueron más que cuatro ciudades las que se reunieron en Ávila en el mes de agosto. Este número tan reducido llevó a la Junta, el 17 de agosto, a pedir que le permitiesen trasladarse a la capilla de San Bernabé, algo más pequeña y acogedora. No obstante, el lugar les fue denegado y los procuradores debieron celebrar sus reuniones en el ayuntamiento de la ciudad.
El cronista fray Prudencio de Sandoval realizó de la Junta de Ávila una descripción regularmente citada en la bibliografía del movimiento comunero, pero que está repleta de errores:

Tenían la junta en el capítulo de la iglesia mayor. Halláronse en ella los procuradores de Toledo, Toro, Zamora, León, Ávila y Salamanca. Y eran presidentes don Pedro Laso, procurador de Toledo, y el deán de Ávila, natural de Segovia. En el capítulo tenían una cruz y los Evangelios sobre una mesa, y allí juraban que serían y morirían todos en servicio del rey y en favor de la Comunidad (...) Estaba en medio de los procuradores de la Junta un banco pequeño en el cual se sentaba un tundidor llamado Pinillos, el cual tenía una vara en la mano y ningún caballero ni procurador ni eclesiástico osaba hablar allí palabra sin que primero el tundidor le señalase con la vara. De manera que los que presumían de remediar el reino eran mandados de un tundidor bajo. Tanta era la violencia y ciega pasión de la gente común.
Prudencio de Sandoval, Historia de la vida y hechos del Emperador Carlos V.

Ni León, ni Ávila estaban representadas en agosto en la Junta, pero en cambio Segovia, que sí lo estaba, no es mencionada por el cronista. Tampoco parece probable que el toledano Pero Laso de la Vega asistiese a sus sesiones, ni que las mismas estuviesen dirigidas por un tundidor llamado Pinillos.

### El hundimiento del poder real
El incendio de Medina del Campo, perpetrado por las tropas realistas de Antonio de Fonseca el 21 de agosto de 1520, hundió definitivamente al poder real y aceleró el curso de los acontecimientos. A raíz de este suceso, la composición de la Santa Junta se vio ampliada con el ingreso de nuevas ciudades, muchas de las cuales, hasta ese momento, se habían mostrado reticentes a secundar el movimiento comunero: son los casos de Zamora, León, Valladolid, Cuenca, Soria y Guadalajara. A algunas de ellas, como Soria y Guadalajara, es probable que la regencia encabezada por el cardenal Adriano les haya permitido acudir con sus procuradores para que, al menos, actuasen como elementos moderadores en el seno de la asamblea.
El cardenal Adriano, en un acto desesperado, retomó el plan que había elaborado en julio y comisionó a un tal Hinestrosa para que negociase con la Junta su traslado a Valladolid. Su tentativa no prosperó, puesto que los diputados continuaron reuniéndose en Ávila y se prepararon, a finales del mes, para un eventual traslado a Tordesillas junto a la reina Juana, cuyas prerrogativas políticas pretendían restablecer.

## La Junta en Tordesillas

### Preliminares
El 29 de agosto de 1520, tras pasar por Medina del Campo y recoger la artillería negada días atrás a Fonseca, las milicias comuneras encabezadas por los capitanes Juan de Padilla (Toledo), Juan Bravo (Segovia) y Francisco Maldonado (Salamanca) llegaron a la localidad de Tordesillas. Tres días después, el 1 de septiembre, se entrevistaron por segunda vez con la reina Juana y obtuvieron su aprobación para que la Santa Junta —o Junta General, tal era su nombre oficial— se trasladase a Tordesillas junto a ella. Los procuradores reunidos en Ávila tomaron en cuenta esta disposición y el 6 de septiembre anunciaron su traslado a la ciudad que sería su nueva sede. En el ínterin, ordenaron la expulsión del marqués de Denia, que cumplía el encargo de vigilar y recluir a la reina, e iniciaron conversaciones con Portugal. Éstas se concretaron por medio de un grupo de diputados (de Burgos, Soria, León y Zamora) que el 8 de septiembre se entrevistaron con el embajador del país vecino, en Valladolid.

### Consolidación de la Junta
La Junta, tras haber estado de paso seis días en Medina del Campo (concretamente del 13 al 19, reuniéndose en la Iglesia de San Martín), llegó a Tordesillas el 19 de septiembre. En la asamblea se hallaban representadas trece ciudades de las dieciocho con voto en Cortes: Burgos, Soria, Ávila, Valladolid, León, Salamanca, Zamora, Toledo, Toro, Cuenca, Guadalajara y Madrid; en octubre se le sumarían, además, los diputados de Murcia. Esta mayoría le permitió adoptar el nombre oficial de «Cortes y Junta General del Reino». 
El 24 de septiembre, en una audiencia con la Junta que reviste de indudable importancia política, la reina Juana aceptó recibir regularmente una delegación de diputados para examinar los asuntos de gobierno. Al día siguiente todos los procuradores, excepto los de Guadalajara, cuyos poderes no se lo permitieron expresamente, juraron solemnemente hacer cumplir la misión que se habían impuesto:

Cortes e Junta General que el reyno haze por mandamiento e voluntad de la reyna nuestra señora, para el remedio, paz y sosiego e buena governación de sus reynos e señoríos.
Alianza y hermandad jurada que las ciudades y villas del Reino realizaron en Tordesillas el 25 de septiembre de 1520.

Por otro lado, proclamaron la solidaridad del reino; cualquier ataque contra una de las ciudades representadas provocaría la reacción colectiva de las demás:

Para que las leyes destos reynos e lo que se asentare e concertare en estas Cortes e Junta sea perpetua [e] yndudablemente conservado e guardado.
Ibídem.

### El nuevo gobierno
El 26 de septiembre, la Junta publicó un manifiesto en el cual desposeía de sus facultades al Consejo Real y asumía ella sola las responsabilidades de gobierno, concentrando todos los poderes superiores del Estado. Para hacer frente a las nuevas responsabilidades, el documento terminaba pidiendo a las ciudades representadas que confiriesen a sus diputados nuevos poderes adecuados a las circunstancias. Cuatro días después de esta declaración, un contingente armado con Pedro Girón a la cabeza disolvió lo que quedaba del Consejo Real deteniendo a varios de sus miembros. Esta operación permitió a la Junta hacerse con el sello real y los registros oficiales, que pasaron a Tordesillas.

### Divisiones internas en la Junta
Durante su estancia en Tordesillas, la posición de la Junta se vio fracturada en el ámbito de dos discusiones. Por un lado, la posibilidad de que Juana tomase el poder efectivo que le correspondía como reina propietaria. Por el otro, el papel que debía desempeñar la Junta en la vida política del reino.

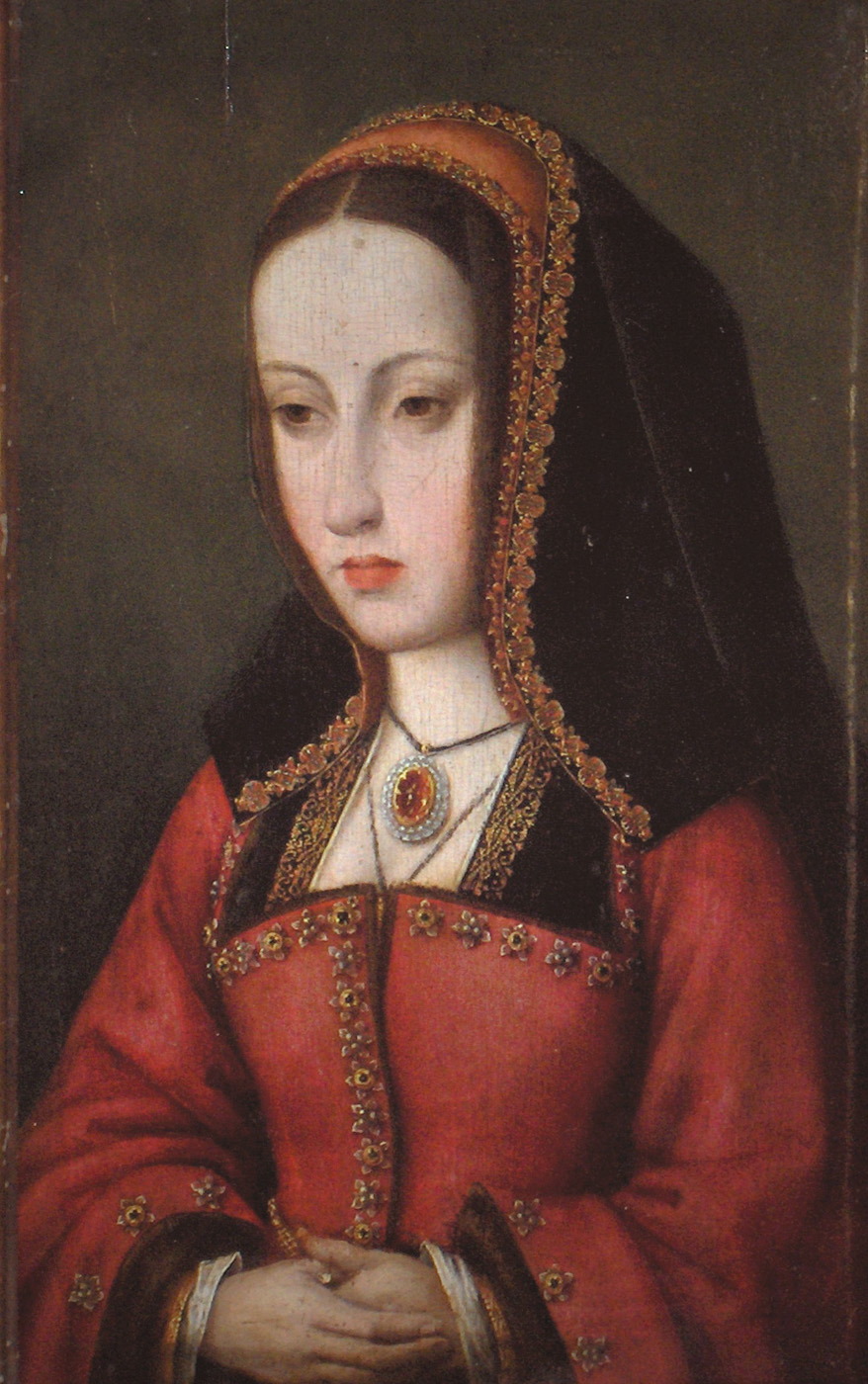
La precaria salud de Juana I de Castilla fue un obstáculo para que la Santa Junta le devolviese sus prerrogativas reales.

#### Las prerrogativas de Juana I de Castilla
Casi desde el principio, la Santa Junta había manifestado su intención de devolverle a Juana las prerrogativas políticas que le pertenecían como legítima soberana del reino. No se trataba de una discusión nueva en Castilla; ya en 1516, la proclamación de Carlos como rey de Castilla había levantado las críticas del regente Francisco Jiménez de Cisneros y el mismo Consejo Real, que la consideraron una maniobra de dudosa legalidad y cuyas consecuencias sobre el ordenamiento político del país podría no ser de agrado para algunos sectores.
La tesis de un monarca usurpador, sin embargo, no era compartida por todos los procuradores de la Santa Junta. Los representantes de Valladolid, Burgos, Soria y Toro protestaron contra el hecho de que los decretos de la asamblea se escribiesen solamente en nombre de la reina y las Comunidades, sin mención alguna de Carlos. Finalmente, y a pesar de la posición de los diputados de Toledo, Madrid y Segovia, terminó prevalenciendo el dictamen de incluir al monarca en los edictos de la Junta.
Los diputados más radicales de la Junta sostenían que Juana era víctima de un complot político para apartarla del poder y que, por tanto, su locura no era tan grave como se afirmaba o, por lo menos, podía ser tratada con éxito para favorecer su recuperación. Es cierto que la reina experimentó una apreciable transformación tras los primeros contactos con los comuneros, pero estos cambios no dejaron de ser transitorios, dado que siempre terminaba regresando a sus estados de melancolía e indiferencia. Para ocuparse de su salud, la Junta creó una comisión especial formada por Pedro de Ayala, el canónigo Juan de Benavente y Fernán Díaz de Morales, la cual no logró avance alguno. Juana, asimismo, se negaba a firmar los decretos de la Junta, por lo que sus palabras debían ser consignadas por un escribano para ser difundidas. Los inconvenientes que planteaba este hecho, sumados a su inestable estado mental, provocaron que los comuneros se resignasen y abandonasen la posibilidad de oponer la reina legítima a su hijo Carlos.

#### El dilema entre asamblea consultiva y gobierno provisional
Otra de las discusiones que se suscitaron en el seno de la Junta giraba en torno a sus prerrogativas políticas y el papel que debía desempeñar en la vida política del reino. Es decir, si debía tratarse de una asamblea consultiva cuya única responsabilidad era ponerse de acuerdo en las reformas necesarias y pedirle al rey que las tuviese en cuenta, o por el contrario, su misión era constituirse en un verdadero gobierno provisional con poder real y efectivo para dirigir el país en ausencia del monarca.
La primera de la posturas era defendida por los procuradores de Burgos y Valladolid, dos ciudades en las que su adhesión a la Comunidad había conllevado la formación de una administración municipal dirigida por aristócratas cuyo principal objetivo, ante todo, era salvaguardar el orden público y reprimir cualquier conato abierto de rebeldía que pusiese en peligro su posición moderadora. La segunda facción, de talante más rupturista, estaba representada por las iniciativas de los diputados de Toledo, Segovia y Salamanca. Para estas ciudades, el problema residía más en Burgos que en Valladolid, ya que los diputados de esta localidad siempre votaban con ellas, mientras que los de Burgos no. Esto se explica por la fuerte presión popular que existía en la localidad vallisoletana y que, a fin de cuentas, provocaba que la administración local debiese aceptar la posición de sus representantes por miedo a ser reemplazada por una gestión más radical.
Fue la revocación del Consejo Real, votada el 21 de septiembre, lo que hizo aumentar la tensión entre Burgos y la Junta. Sin embargo, la ruptura definitiva entre ambas no tuvo lugar aún. Probablemente, la decisión de la Junta de enviar a Carlos I una delegación que le expusiese los fines y reivindicaciones del movimiento comunero haya contribuido a dilatarla algún tiempo más.
Avanzando en la idea de constituirse como única autoridad del reino, la Junta desconoció de pleno a los dos nuevos virreyes de Castilla, el condestable Íñigo Fernández de Velasco y Mendoza y el almirante Fadrique Enríquez de Velasco, porque consideraba que Carlos I había procedido a realizar tales designaciones sin consultarla y, por tanto, eran inaceptables. En octubre le exigió al cardenal Adriano, a quien el rey había conservado en su puesto, que dejase de intervenir en la gobernación del reino. Fue por entonces cuando la ciudad de Burgos ya estaba ultimando negociaciones para cambiar al bando realista y abandonar definitivamente la Santa Junta. Su defección del movimiento comunero, formalizada el 1 de noviembre con la entrada del condestable en la ciudad, siempre significó para los rebeldes una constante de inquietud en sus filas.

### La Junta hasta antes de la derrota de Tordesillas
En busca de apoyo externo para el movimiento, a finales de octubre la Junta retomó las conversaciones con Portugal y envió a Lisboa una delegación presidida por Alonso de Pliego, deán de la catedral de Ávila. El soberano portugués condenó severamente la rebeldía de los comuneros y, en carta de contestación del 14 de noviembre, instó a la Junta a demostrar mayor fidelidad al monarca, a quien dio todo su apoyo.
Para hacer frente a sus enemigos, la Junta también comenzó a organizar un ejército de milicias. El 11 de octubre designó al frente de él, como capitán general, a Pedro Girón y Velasco, noble andaluz en cuya adhesión a las Comunidades podría ser explicada por la negativa del monarca a concederle el ducado de Medina Sidonia.
Al mismo tiempo que atendía diligencias en el plano militar, la Junta no descartaba iniciar negociaciones con algunos elementos del poder real. De esta forma, el 20 de noviembre de 1520 una delegación compuesta por Antonio de Quiñones, Diego de Esquivel y fray Pablo de León se entrevistó con el almirante en su villa de Torrelobatón, aunque sin llegar a ponerse de acuerdo en los puntos más importantes de la discusión. De las ideas transmitidas por los comuneros se desprendía, de alguna forma, la visión de que el reino estaba por encima del rey. El Almirante replicó esta cuestión planteando que el anhelo por una república en Castilla resultaba absurdo y que, por lo demás, la Junta no estaba en derecho de afirmar que representaba la voluntad nacional porque, ciertamente, no todas las ciudades con voto en Cortes se hallaban reunidas en ella, ni tampoco regiones como Andalucía, Galicia, Asturias o el País Vasco habían enviado sus representantes. Asimismo, criticó el hecho de que los procuradores de aquellas ciudades que sí integraban la asamblea habían sido elegidos sin intervención de los caballeros, lo cual restaba representatividad a la Junta. Sin embargo, ésta respondió que de las dieciocho villas con voto en Cortes, catorce de ellas estaban reunidas en Tordesillas, por lo cual esta mayoría les permitía erigirse en portavoz del reino.
Finalmente, las negociaciones quedaron truncadas ante el intento de la Junta de erigirse por encima de la soberanía regia: a rasgos generales, el Almirante consideraba que las peticiones de los comuneros eran justas, pero el modo por el que pretendía llevarlas a cabo, imponiéndoselas al monarca, era lo que le hacía estar errada.

### Proyecto de leyes de la Junta

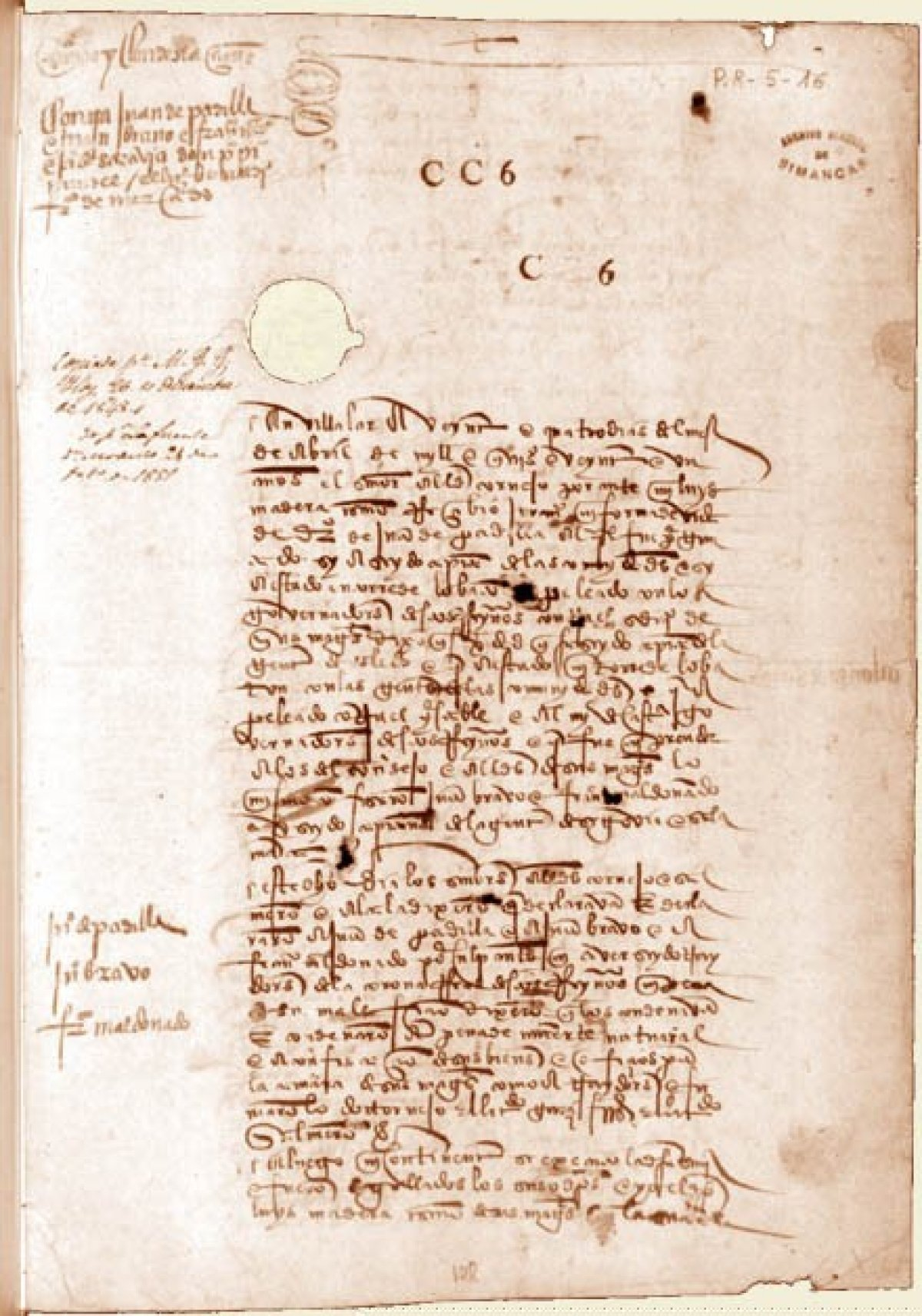
Página de la "Ley Perpetua del Reino de Castilla ó Constitución de Ávila".

Durante su estancia en Tordesillas, la Santa Junta dio forma a un proyecto de leyes que buscaba reorganizar profundamente los aspectos de la economía, el gobierno y la administración castellanas. 

#### El papel de las Cortes
Con respecto a las Cortes, los comuneros perfilaron un modelo institucional radicalmente opuesto al que había cristalizado en Castilla durante la Edad Media. En primer lugar, ampliaban sus prerrogativas, puesto que pasarían a tener pleno derecho para participar activamente en el gobierno del país:

Vean y procuren cómo se guarde lo contenido en estos capítulos y platiquen y provean las otras cosas cumplideras al servicio de la corona real y bien común destos reinos.
Capítulos de la Santa Junta.

El proyecto también sentaba su independencia institucional con respecto al poder regio. En este sentido, las Cortes debían reunirse obligatoriamente cada un mínimo de tres años o, en el ínterin, cuando lo considerasen pertinente, sin necesidad de contar con la aprobación del monarca. Tendrían, además, libertad para elegir presidente y fijar tanto la orden del día como la duración de las sesiones.
En cuanto a los representados, los municipios, elegirían a sus procuradores entre los tres estamentos sociales del reino: el clero, los caballeros y escuderos, y la Comunidad. Para garantizar su imparcialidad, las instrucciones que recibieren debían ser redactadas libremente por el ayuntamiento, sin presiones externas del monarca o la Corte. Una vez reunidos, les quedaría terminantemente prohibido aceptar retribuciones o mercedes de parte del rey —una práctica, muy habitual en el Antiguo Régimen, que podía condicionar el desempeño y la opinión de los procuradores ante las propuestas de la Corona—.

#### Aspectos administrativos
Otros capítulos redactados por la Junta buscaban mejorar el alistamiento de los funcionarios y examinar su gestión. De esa manera, tanto las prebendas como la acumulación de funciones públicas en manos de una sola persona quedaban terminantemente prohibidas. Los cargos deberían servirse por un tiempo limitado y reducido, con rendiciones de cuentas cada cuatro años.
Además, las ciudades estarían dirigidas por un corregidor solo si así lo solicitaban y el rey, a pesar de su prerrogativas, no podría obstaculizar el curso habitual de la justicia. Sobre este último aspecto, se estipulaba que los jueces y magistrados debían recibir la paga de su salario ordinario y no del importe de los bienes de los condenados o de las multas que impusiesen.

#### Aspectos económicos
En el plano económico, las propuestas de los comuneros giraron en torno a sanear la Hacienda de la Corona, proteger el patrimonio real y reducir las cargas fiscales que recaían sobre la población castellana. Con respecto a los dos primeros puntos, exigieron que los gastos de la Casa Real disminuyesen al nivel operado durante el reinado de los Reyes Católicos, que se expropiasen los señoríos concedidos desde 1504 y que todas las gratificaciones expedidas desde 1516, incluyendo cartas de hidalguía, fuesen revocadas. Acerca de la cuestión impositiva, el proyecto de la Santa Junta propugnó el fin de la gratuidad de los hospedajes del rey y su Corte, la eliminación de los tributos extraordinarios —principalmente el servicio de Cortes—, el encabezamiento universal y perpetuo de las alcabalas, sin que su volumen pudiese superar al del año 1494, y una restricción de los abusos en el cobro de los tributos de la Cruzada. Finalmente, se hacían otras precisiones, como la importancia de prohibir la salida del país de ciertos productos vedados, como la moneda, y la posibilidad de fomentar la manufacturación de la lana dentro del país —lo que agregaría valor a sus exportaciones y crearía numerosos puestos de trabajo—.

### Derrota de la Junta en Tordesillas
El 3 de diciembre de 1520, los dirigentes realistas se vieron sorprendidos cuando Pedro Girón, al mando de las tropas comuneras, atacó la localidad de Villalpando y dejó vía libre a Tordesillas, sede de la Junta y residencia de la reina Juana. El ejército del rey aprovechó la ocasión y el 5 de diciembre, tras un largo combate que se extendió hasta el anochecer, logró tomar la villa por asalto.

## La Junta en Valladolid
La derrota de Tordesillas debilitó numéricamente a la Junta; Soria y Guadalajara no volvieron a enviar representantes y, en total, trece diputados habían sido hechos prisioneros durante la batalla:
- Antonio de Quiñones y Juan de Benavente, procuradores de León.
- El comendador Almaraz y Pero Sánchez, procuradores de Salamanca.
- Juan de Solier, procurador de Segovia.
- Diego del Esquivel, procurador de Guadalajara.
- Pedro de Sotomayor, procurador de Madrid.
- El doctor Cabeza de Vaca, procurador de Murcia.
- Diego de Montoya, procurador de Toledo.
- Gómez de Ávila, procurador de Ávila.
- Pedro Merino, procurador de Toro.
- El licenciado Santiago, procurador de Soria.
- El doctor Zúñiga, procurador de Salamanca.

Cuando la Junta reanudó sus sesiones en Valladolid el 15 de diciembre, solo diez ciudades estaban representadas en ella: Toledo, León, Murcia, Salamanca, Toro, Segovia, Cuenca, Ávila, Zamora y Valladolid, aunque días más tarde se sumarían los de Madrid. La recuperación de Tordesillas, por otra parte, nunca llegó a concretarse, pese a que el 2 de enero de 1521 la Junta había aprobado un decreto en ese sentido, condescendiendo los deseos de Juan de Padilla.

### Nuevas discusiones
Las nuevas discusiones que tuvieron lugar en el seno de la Junta, principalmente durante los dos primeros meses de 1521, dan cuenta de que en ella se habían conformado dos grupos diferenciados. El primero de ellos defendía la idea de emprender la guerra contra los virreyes con más rigor que nunca; el segundo, en cambio, aconsejaba comportarse con prudencia y no cortar las posibles vías de acercamiento con el enemigo.

#### El pillaje de las tropas
El 14 de enero, el diputado segoviano Alonso de Guadalajara emitió una protesta contra los actos de pillaje llevados a cabo por la soldadesca; dos días después, sus colegas Pedro de Ayala y Alonso de Cuellar lo imitaron. El día 18, se unieron al reclamo los procuradores Pero Laso de la Vega, Alonso de Cuellar y Pedro de Ulloa. Esta vez, Hernán Gómez de Alcocer intervino en la discusión para expresar su total confianza en los soldados del ejército rebelde. Similar posición sostuvo el diputado toledano Pero Ortega, quien afirmó que la guerra contra el enemigo debía emprenderse aceptando todas sus consecuencias, fuesen deseables o dignas de cuestionamiento. El 24 y luego el 27 se repitieron los debates en este sentido, hasta que, finalmente, el 28 de enero la Junta aprobó el envío de una carta a los mandos del ejército, Padilla, Zapata y Juan de Mendoza, prohibiendo expresamente cualquier acto de pillaje de las tropas a su mando.

#### Prisión del doctor Tello
Al mismo tiempo que se sucedían estos enfrentamientos por el comportamiento de las tropas, también era debatida en la Junta la suerte del doctor Tello, quien, como miembro del Consejo Real, había sido hecho prisionero por el obispo Antonio de Acuña en sus incursiones por Tierra de Campos. El 15 de enero, el bachiller Alonso de Guadalajara se opuso a que fuese encerrado en una torre; creía mejor esperar hasta conocer el trato que el bando realista le dispensase a los diputados presos en Tordesillas. Al día siguiente, Pedro de Ayala adhirió a la posición de su colega segoviano.  

#### Préstamos forzosos y confiscaciones de impuestos
El 13 de febrero, el bachiller Guadalajara nuevamente tomó la palabra para protestar contra las requisas que, por órdenes de Acuña y Padilla, se realizaban sobre los bienes depositados en los monasterios de Valladolid. Fue entonces cuando Gonzalo de Guzmán, diputado de León, le respondió con dureza y lo acusó, nada más ni nada menos, de pretender «destruir el reino». Esta contestación, sin embargo, no evitó que el procurador segoviano insistiese al día siguiente en sus quejas, la cuales esta vez se dirigieron contra la confiscación de ciertos impuestos de la Corona.

#### Elección del capitán general
A principios de febrero, las tensiones entre la Santa Junta y la comunidad de Valladolid aumentaron cuando debió procederse a la designación de un capitán general para las tropas rebeldes. Los comuneros de Valladolid se opusieron a que este cargo fuese ocupado por Pero Laso de la Vega; en su lugar, los representantes de la ciudad en la Junta abogaron por el toledano Juan de Padilla. Sin embargo, Hernando de Ulloa y los procuradores de Ávila rechazaron ceder a la imposición de los vallisoletanos. Pedro de Losada, en cambio, se situó en terreno neutral al afirmar que la Junta no estaba facultada para intervenir en esos asuntos. Al final, ni Padilla ni Pero Laso resultaron elegidos: un comité de guerra formado por Antonio de Acuña y dos diputados sería el encargado de dirigir de cerca las operaciones militares. Dado que el primero de ellos se encontraba en el reino de Toledo, la Junta se reservó, al menos teóricamente, el mando supremo del ejército.

### Tentativas de conciliación con la Junta

#### El nuncio y el embajador portugués
El 6 de enero, una delegación de procuradores se entrevistó con el nuncio apostólico. Su misión, al igual que la del embajador portugués, era servir de mediador entre los rebeldes y la regencia de Castilla. La Santa Junta le entregó su proyecto de reorganización del reino el 15 de enero, esperando que fuese sometido a la crítica de los virreyes. No obstante, las conversaciones estuvieron momentáneamente suspendidas debido a ciertas dificultades de forma, hasta que en los últimos días de enero se reanudaron por medio de dos comisiones: una formada por Diego de Guzmán y Alonso de Saravia y otra por Pero Laso, Diego del Esquina y nuevamente Diego Guzmán. La primera de ellas debía volver a comunicarse con el nuncio, mientras que la segunda estaba destinada a conferenciar con los virreyes. En cuanto una posible tregua, la Junta se mostró indecisa. Un ultimátum de los gobernadores contra los comuneros no hizo más que endurecer las posiciones de los procuradores. A comienzos de febrero, tanto el embajador portugués como el nuncio debieron abandonar Valladolid en medio de insultos y abucheos.

#### Reanudación de los contactos
A mediados de febrero, la llegada de fray Francisco de los Ángeles a Valladolid hizo a la Junta reconsiderar su postura y enviar a Pero Laso y al bachiller Guadalajara para que discutiesen, nuevamente, las bases de un eventual acuerdo con los emisarios de los virreyes. El 1 de marzo, los procuradores aprobaron una tregua militar de ocho días días, del 3 al 10 de marzo, que al terminar se negaron a extender. Días antes, el 7, había confiado al doctor San Pedro, al licenciado Morales, a fray Pablo de León y a otro letrado, la labor de instruir el proceso contra «los enemigos del reino».

## Disolución de la Junta
Si bien las negociaciones lograron avanzar en ciertos puntos, no pudieron cristalizar en una solución de compromiso. Tras la finalización de la tregua de marzo, la guerra civil continuó, Pero Laso y el bachiller Guadalajara abandonaron la causa rebelde y la situación militar se complicó sobremanera para las tropas comuneras acantonadas en Torrelobatón. La derrota de Villalar, el 23 de abril de 1521, fue seguida al día siguiente por la ejecución de sus líderes más prominentes: Juan de Padilla, Juan Bravo y Francisco Maldonado. Este hecho condujo a la inmediata dispersión de la Santa Junta.

## Organización interna
En Tordesillas, la Santa Junta celebraba sus sesiones en el palacio del comendador Ribera dos veces por día: de las nueve a las once de la mañana, y de las dos a las seis de la tarde. El diputado que faltaba a la sesión o se retrasaba sin justificativos debía entregar, en concepto de multa, un bote de diacitrón. Desde el 21 de febrero la sesión matinal se prolongó una hora más, empezando la de la tarde a las tres. 
La Junta carecía de un presidente u órgano de dirección permanente, lo que conllevaba, entre otras cosas, que todas las cartas debían ser dirigidas a la asamblea en forma colectiva. Esta cuestión quedó regulada el 16 de marzo de 1521 a partir del siguiente esquema: los diputados de cada ciudad representada, a excepción de los de Madrid y Cuenca, presidirían la asamblea en turnos de una semana según el orden que sigue: León, Zamora, Salamanca, Toro, Segovia, Ávila, Valladolid, Murcia y Toledo. Un mes antes se había adoptado un procedimiento similar para la firma de los decretos oficiales, según el cual estos llevarían la firma de tres procuradores de tres ciudades distintas cada semana. La primera semana fueron los procuradores de Toledo, Segovia y Murcia los encargados de esta labor; a continuación, los de Ávila, Salamanca y Toro; luego, los de León, Valladolid y Zamora, y, por último, los de Guadalajara, Madrid y Soria. 
Hasta comienzos de diciembre de 1520, los documentos oficiales de la Junta llevaban la marca del sello real. Este sello cayó en poder de los realistas cuando sus tropas ocuparon Tordesillas, por lo que una de las primeras tareas de los procuradores, reorganizados ya en Valladolid, fue ordenar la acuñación de uno nuevo.

### Asuntos políticos y administrativos
Los decretos de esta naturaleza eran redactados por tres secretarios: Antonio Rodríguez, Lope de Pallares y Juan de Mirueña, aunque este último solamente hasta enero. En Tordesillas, casi siempre los mismos diputados eran los que firmaban estas provisiones: Hernando de Ulloa, de Toro; el comendador Almaraz y Diego de Guzmán, ambos de Salamanca; Hernando de Porras, de Zamora; Pedro de Ayala, de Toledo; Diego de Esquivel, de Guadalajara; y Diego del Esquina, de Ávila. Se supone que en Valladolid debió seguirse el procedimiento aprobado el 16 de marzo de 1521, aunque aparentemente no siempre fue respetado. El procurador salmantino Francisco Maldonado, por su parte, se ocupaba de la correspondencia y los correos.
En el ámbito político-administrativo, la Santa Junta tuvo a su cargo el nombramiento de corregidores, gobernadores y alcaldes en todos los territorios que reconocían su autoridad. En enero de 1521, asimismo, designó una comisión compuesta por dos diputados —Pedro de Ayala y Alonso de Saravia— y dos militares —Juan de Padilla y Juan de Toledo— para que se ocupasen de los asuntos de guerra.

### Asuntos financieros
Varios diputados se hicieron cargo sucesiva o simultáneamente de las finanzas: Alonso de Cuéllar, Gonzalo de Guzmán, Diego de Guzmán, Pedro de Ulloa, Francisco Maldonado y, en ocasiones, Pedro Laso de la Vega. Sin embargo, quien con más frecuencia aparece en este tipo de provisiones es Pero Ortega, procurador de Toledo, a quien se podría considerar ministro de finanzas de la Junta. Él era el responsable del presupuesto general, ayudado por Iñigo López Coronel, tesorero general y contador de la Junta en Tordesillas. Acusado este último de ciertas irregularidades, fue reemplazado en diciembre por Juan Díaz de Canseco. De pagar los sueldos al ejército se ocupó, al menos desde el 9 de octubre de 1520, Hernando Gómez de Alcocer. Los secretarios Santamaría y Pero Alonso, finalmente, completaron el cuadro de colaboradores de Ortega.

#### Control de las finanzas
La Santa Junta se mostró particularmente preocupada por la situación financiera en la que estaba sumida el reino castellano. En octubre ordenó a los diputados Juan de Benavente y Juan Solier, y a un profesional, Iñigo López Coronel, iniciar un sumario exhaustivo de los ingresos del Estado y elaborar, con los datos recogidos, un balance que describiese qué sumas habían ingresado, cuándo, por quién, etc.

#### Presupuesto
El presupuesto de la Santa Junta estaba basado, fundamentalmente, en tres fuentes de ingresos fiscales:
- Los impuestos ordinarios que la misma Junta mandaba recaudar en los territorios que reconocían su autoridad.
- Las confiscaciones de bienes a los enemigos del movimiento, que luego eran subastados públicamente para ingresar dinero a las arcas de la Junta.
- Los préstamos forzosos que banqueros, cambistas y hombres de negocios de Valladolid y Medina del Campo se veían obligados a conceder.
- Las contribuciones de la Iglesia o de particulares adeptos al movimiento comunero.

Todo este flujo de numerario le permitió a la Junta, desde el 22 de diciembre de 1520 hasta el 23 de abril de 1521, la suma de 4.429.140 maravedíes. La mayoría de este dinero se usó para solventar los gastos de la tropa y hacer frente a diversos gastos militares; el resto, en cambio, fue destinado a cubrir los gastos ordinarios, como los sueldos de los funcionarios, el envío y recepción de correos etc.

### Asuntos judiciales
Antes de la toma de Tordesillas por las tropas realistas, los documentos de este tipo eran refrendados por Pedro de Ayala, los doctores Zúñiga, Cabeza de Vaca y Martínez, el licenciado Santiago, el bachiller Guadalajara, Hernando de Ulloa y Juan Fajardo, pero cuando la Junta se trasladó a Valladolid, a mediados de diciembre de 1520, pasó a rodearse de un grupo de especialistas compuesto por los doctores Olmedilla y Sampedro, los licenciados Daza, Burgos, Morales y Sancho Ruiz de Maluenda, y los bachilleres Tordesillas y Pero Ramírez. En este campo de acción, la Junta ejerció las atribuciones judiciales que regularmente correspondían al Consejo Real. Concretamente, entendió en tres tipos de procesos:
- Procesos políticos: iban dirigidos contra los nobles que participaron de la toma de Tordesillas, cuya instrucción fue confiada al obispo Acuña y al licenciado Villena, y contra los traidores o «enemigos del bien público» en general, que fueron llevados a cabo por el bachiller Tordesillas, el doctor Sampedro y el licenciado Morales.
- Procesos administrativos: corrupción, malversación de fondos, abusos de poder etc.
- Procesos civiles y criminales: constan en números considerables, a pesar de las amenazas del poder real de que los casos presentados ante tribunales rebeldes no serían, posteriormente, atendidos por un juzgado regular.

## Lista de procuradores de la Junta
En Tordesillas, la Santa Junta llegó a estar integrada por los diputados que se enumeran a continuación. Entre paréntesis se indica cuando fueron elegidos, qué oficios desempeñaban antes de ser procuradores o la pena recibida tras la derrota de los comuneros y el comienzo de la represión.
Por Burgos (en agosto):
- Pedro de Cartagena (regidor).
- Jerónimo de Castro.

Por León (en agosto):
- Antonio de Quiñones.
- Gonzalo de Guzmán.
- Pablo de León.
- Juan de Benavente (canónigo catedralicio).

Por Soria (los dos últimos elegidos el 1 de septiembre):
- Fernán Díaz de Morales (deán).
- Carlos de Arellano (señor de Ciria y Borobia).[102]
- Hernán Bravo de Saravia (señor de Almenar).[103]
- Bartolomé Rodríguez de Santiago (licenciado,   en agosto de 1520).[104]

Por Salamanca:
- Diego de Guzmán.
- Fray Diego de Almaraz (comendador de la Orden de San Juan).
- Francisco Maldonado (  el 23 de abril de 1521 tras la batalla de Villalar).[105]
- Pero Sánchez (cerero,   en agosto de 1522).[104]

Por Zamora:
- García Fernández de Ocampo (regidor).
- Fernando de Porras.
- Francisco Pardo.
- Juan Benito.

Por Cuenca (en torno al 21 de septiembre):
- Juan de Olivares.
- Fernando de Alcocer
- El licenciado Titos.
- Juan de Guzmán.

Por Madrid:
- Pedro de Losada (prohibición de residir en Madrid y la Corte por tiempo indefinido).[109]
- Pedro de Sotomayor (  agosto de 1522).[104]
- Diego de Madrid (pañero).

Por Toro:
- Hernando de Ulloa (regidor).
- Pero González de Valderas (abad).
- Pedro de Ulloa.
- Pedro Merino (  en agosto de 1522).[104]

Por Ávila (10 de septiembre):
- Sancho Sánchez Cimbrón (regidor).
- Gómez de Ávila.
- Diego del Esquina.

Por Segovia:
- Alonso de Cuellar.
- Alonso de Guadalajara.
- Juan de Solier (regidor,   en agosto de 1522).[104]

Por Valladolid (5 de septiembre):
- Jorge de Herrera (regidor).
- Alonso de Saravia (  el 19 de agosto de 1521).[111]
- Alonso de Vera.

Por Toledo:
- Pedro de Ayala (regidor).
- Diego de Montoya (  en agosto de 1522).[104]
- Pero Ortega (diputado de la Comunidad).
- Francisco de Rojas (jurado).

Por Murcia:
- Juan Fajardo.
- El doctor Cabeza de Vaca (  en agosto de 1522).[104]

Por Guadalajara:
- Juan de Orvina (regidor).
- Francisco de Medina (regidor).
- Alonso de Esquivel.